# Albert Embankment

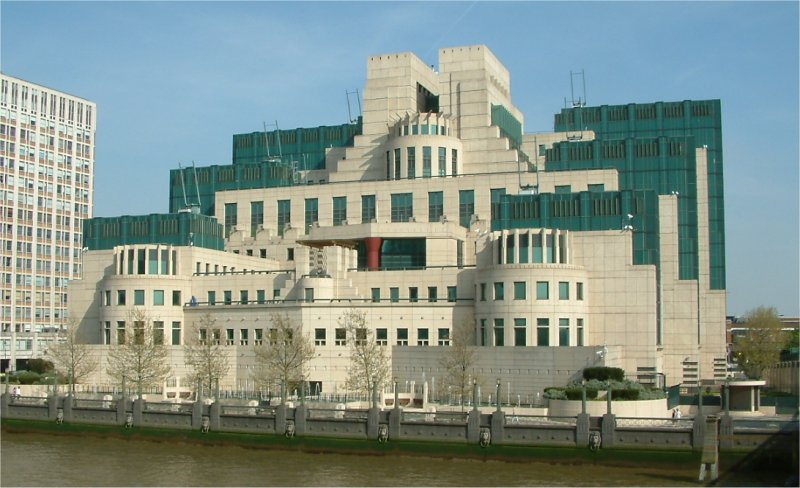
Het gebouw van de inlichtingendienst MI6 aan de Albert Embankment bij Vauxhall Cross, Londen, gezien vanaf Vauxhall Bridge

De Albert Embankment is een kade aan de zuidzijde van de rivier de Theems in Londen. De kade loopt ongeveer 1,5 kilometer noordwaarts van Vauxhall Bridge naar Westminster Bridge en is gelegen in de London Borough of Lambeth.
De embankment is gebouwd door de ingenieur Joseph Bazalgette voor de Metropolitan Board of Works tussen juli 1866 en november 1869. Het project omvat een stuk landaanwinning en was bedoeld als bescherming van de lager gelegen delen van Lambeth terwijl het gelijkertijd plaats bood aan een nieuwe weg om de lokale dichtgeslibde straten te ontlasten.
In tegenstelling tot Bazalgettes Thames Embankment (inclusief Chelsea Embankment en Victoria Embankment), bevat Albert Embankment geen hoofdriool.
Een deel van het gewonnen land werd verkocht aan het ziekenhuis St Thomas' Hospital. Ten noorden van Lambeth Bridge is de embankment een smallere promenade tussen het ziekenhuis en de rivier. Motorvoertuigen worden om het ziekenhuis heen geleid.